# Byłgari (obwód Burgas)
Byłgari (bułg. Българи) – wieś w południowo-wschodniej Bułgarii, w obwodzie Burgas, w gminie Carewo. Według danych Narodowego Instytutu Statystycznego, 31 grudnia 2011 roku wieś liczyła 68 mieszkańców. Miejscowość słynie z nestinarstwa – znany w Bułgarii obrzęd chodzenia boso po rozpalonych węglach, który jest pozostałością starożytnych kultów pogańskich.

## Urodzeni w Byłgari
- Mitko Mitrew – rewolucjonista